# Montaña Central de León
La Montaña Central de León es un área de la cordillera Cantábrica en la provincia de León delimitada por los Lugares de Picos de Europa en Castilla y León y Valle de San Emiliano.
El lugar está situado en los términos municipales de Los Barrios de Luna, Carmenes, Carrocera, La Pola de Gordón, Riello, Rioseco de Tapia, La Robla, San Emiliano, Santa María de Ordás, Sena de Luna, Soto y Amío, Valdesamario y Villamanín, al norte de la provincia de León, comunidad autónoma de Castilla y León, España.
Este Lugar de Importancia Comunitaria (LIC) esta partido debido de la Estación de Esquí de San Isidro en dos sectores discontinuos.
El LIC se encuentra en la región biogeográfica Atlántica, y pertenece en su totalidad a la provincia de León. Es atravesado por la carretera N-630 que lleva, a través del Puerto de Pajares, a la comunidad autónoma de Asturias. Junto a esta carretera discurre la vía de ferrocarril que une León con Oviedo.
Este sector de la cordillera Cantábrica coincide con el área de discontinuidad entre las poblaciones oriental y occidental de Oso pardo (Ursus arctos) cantábricas. Se encuentra fuera del ámbito de aplicación del Plan de Recuperación del Oso Pardo en la Comunidad de Castilla y León pero es vital mantener en el mejor estado de conservación posible el corredor practicable para el oso y que supone este sector, facilitando la comunicación entre las dos poblaciones.

## Fauna de Especial Interés
Se ha registrado la presencia en el lugar de las siguientes especies:

### Aves
Dendrocopos medius (Pico mediano), Dryocopus martius (Pito negro), Perdix perdix hispaniensis (Perdiz Pardilla), Tetrao urogallus (Urogallo), Neophron percnopterus (Alimoche) y Aquila chrysaetos (Águila real).

### Mamíferos
Rhinolophus hipposideros (Murciélago pequeño de herradura), Rhinolophus ferrumequinum (Murciélago grande de herradura), Ursus arctos (Oso pardo), Galemys pyrenaicus (Desmán ibérico) y Lutra lutra (Nutria).

### Anfibios y reptiles
Discoglossus galganoi (Sapillo pintojo ibérico), Lacerta schreiberi (Lagarto verdinegro) y Lacerta monticola (Lagartija serrana).

### Invertebrados
Lucanus cervus (Ciervo volador)